# Roadmap
Die Roadmap ist ein seit Anfang der 2000er Jahre auch im deutschen Sprachraum verbreiteter Anglizismus, der in manchen Milieus – insbesondere in Wirtschaft, Politik und Medien – gerne als Synonym für eine Strategie oder einen Projektplan verwendet wird. Aus dem Englischen übersetzt bedeutet der Begriff wörtlich Straßenkarte. Im Rechtschreibduden ist er seit der Ausgabe 2004 aufgeführt.
Eine Roadmap dient  als Kommunikationsmedium und stellt eine Übersicht, wie sich eine Sache, meist ein Produkt, über einen strategischen Zeitraum entwickelt, visuell dar. Der Ausdruck wird in verschiedensten Forschungs- und Entwicklungsbereichen verwendet, dazu gehören z. B. Produkt-Roadmaps, Technologie-Roadmaps, Forschungs-Roadmaps und Branchen-Roadmaps. Kennzeichnend für die Roadmap ist der nur vorbereitende Charakter und die grobe Planung der auszuführenden Schritte über einen längeren Zeitraum, diese umfasst in der Regel mehr als ein Jahr. Die Roadmap dient dazu, langfristige Projekte in einzelne, leichter zu bewältigende Schritte zu strukturieren, wobei Unsicherheiten und mögliche Szenarien zur Zielerreichung betrachtet werden.

## Verwendung
- Der Begriff wird z. B. in der Software-Entwicklung eingesetzt; dort gibt die Roadmap an, zu welchem Zeitpunkt welche Teile einer Software oder Systems erstellt sein sollen oder welche Meilensteine nacheinander abgearbeitet werden müssen.
- Eine Roadmap für die Voraussage und Planung neuer Technologiegenerationen (Technologie-Roadmaps) der Halbleitertechnologie wird in weltweiter Zusammenarbeit im Rahmen der International Technology Roadmap for Semiconductors (ITRS) erarbeitet und regelmäßig aktualisiert.

## Produktentwicklung
In der Produktentwicklung allgemein wird mit Roadmaps der geplante Zeitverlauf neuer Produktgenerationen oder auch -varianten bezeichnet. Das Ziel einer Produkt-Roadmap besteht in der Vorgabe einer Richtung für intern (Karrierechancen für Mitarbeiter oder Budgetverhandlungen) und extern zur Überzeugung von Kunden und Analysten.  Bei komplexen Produkten, etwa in der Halbleitertechnik und der Telekommunikation, erwarten die Kunden vom Produkthersteller das Vorhandensein und Offenlegen der Roadmap, damit sich der Kunde über die zukünftige Weiterentwicklung der Produkte informieren und deren Strategie besser einschätzen kann.
Unabhängig davon gilt das Erstellen und die Pflege einer Roadmap auch als eine wichtige Methode des Innovationsmanagements und liegt im Aufgabenbereich eines Produktmanagers.

## Innovationsmanagement
Roadmapping im Innovationsmanagement wird von Unternehmen genutzt, um neue Technologien zu identifizieren und diese in ihre Unternehmensstrategie zu implementieren. Roadmapping wird als ein Instrument angesehen, das die Vorausschau mit einbezieht, um die Geschäftsstrategie mit der Entwicklung von Märkten und Technologien zu verknüpfen und die technologische Entwicklung innerhalb einer Organisation zu fokussieren und zu koordinieren. Innovations-Roadmaps setzen sich mit der Planung neuer Produkte und innovativer Projekte auseinander – oftmals unter Berücksichtigung zugrundeliegender Technologien.
Die Methode kann zwar als eigenständiger Problemlösungsansatz verwendet werden, doch wird sie tendenziell viel mehr Wirkung zeigen, wenn sie in die Kerngeschäftsprozesse integriert wird, in denen Entscheidungen getroffen und Budgets zugewiesen werden. Von besonderer Relevanz sind die strategische Planung und die Front-End-Innovation, in denen routinemäßig Entscheidungen getroffen werden, die eine erhebliche langfristige Auswirkung haben, und wo die Situation komplex und die Zukunft ungewiss ist.